# Isla Mayne

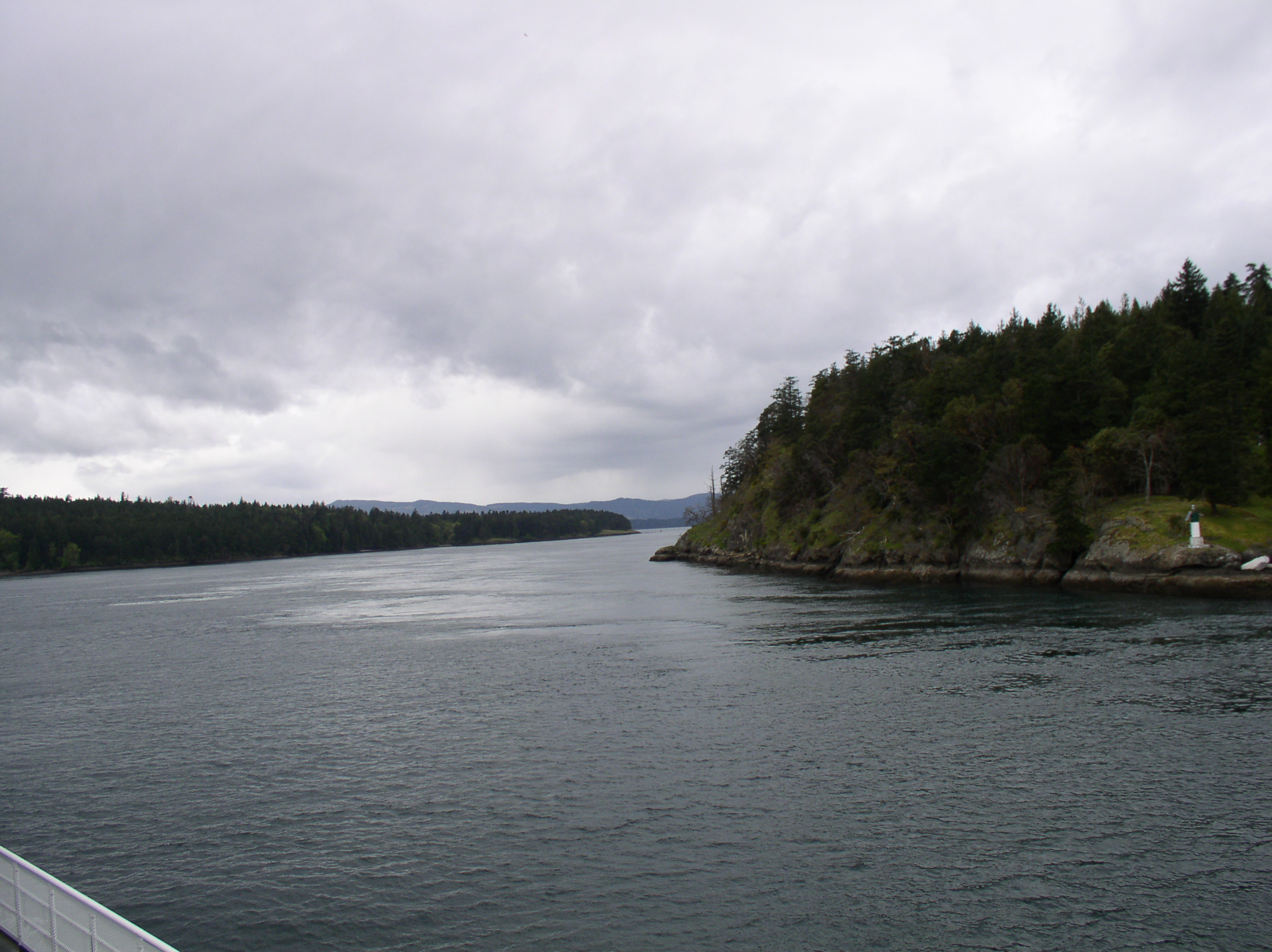
Active Pass.

La isla Mayne es una isla rústica de 21 kilómetros cuadrados, en el grupo meridional de las islas del Golfo, Columbia Británica, Canadá. Se encuentra entre el continente y la isla de Vancouver, poseyendo una población estimada en 900 habitantes. En 1794 el capitán George Vancouver acampó en Georgina Point, donde su tripulación dejó una moneda y un cuchillo que fueron encontrados un siglo más tarde por sus primeros colonizadores.
- Datos: Q1570283
- Multimedia: Mayne Island / Q1570283